# Romeu Zema

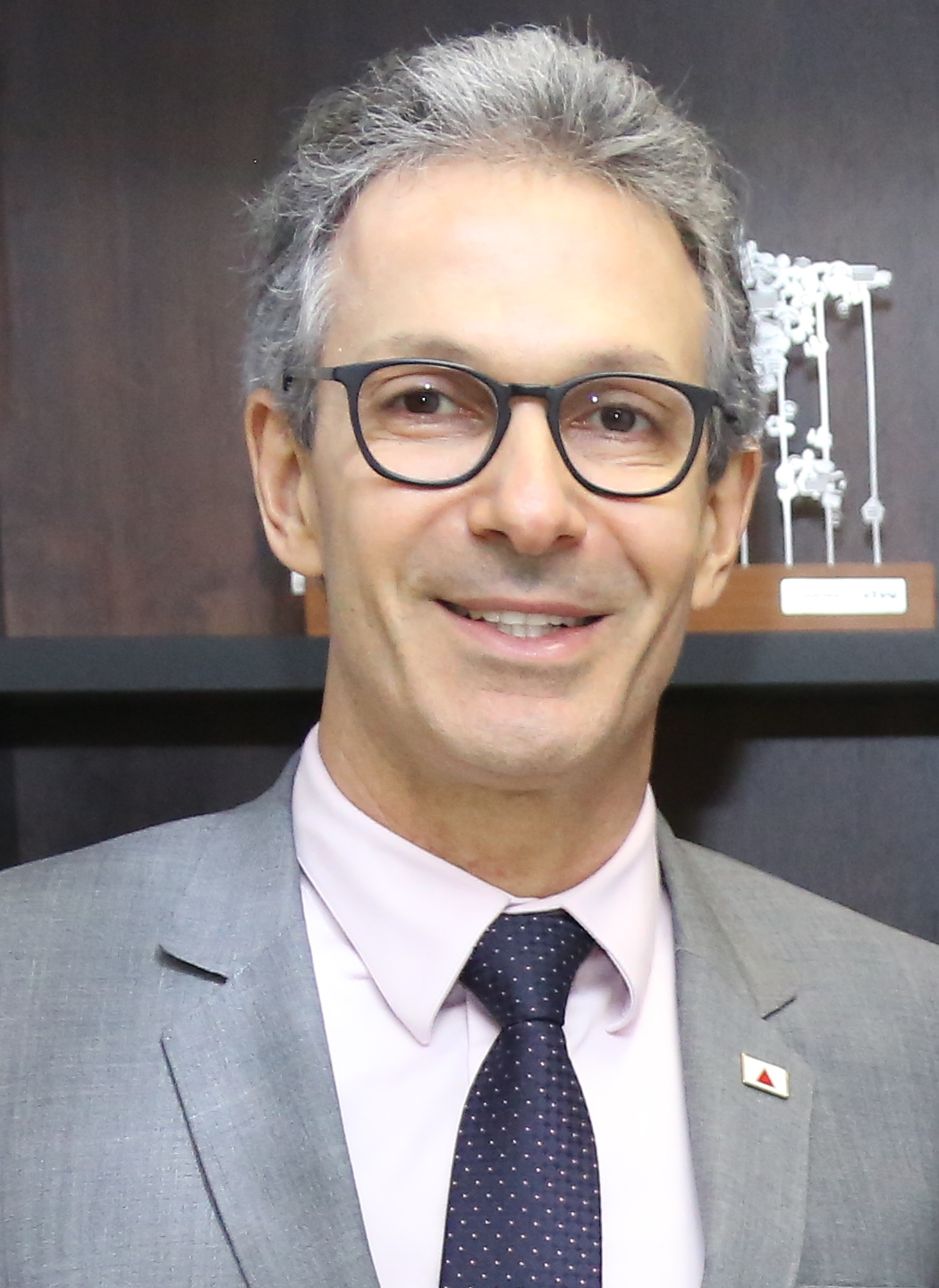
Romeu Zema

Romeu Zema Neto (* 28. Oktober 1964 in Araxá) ist ein brasilianischer Verwalter, Geschäftsmann und Politiker (NOVO). Er hat einen Abschluss in Betriebswirtschaft von FGV SP und ist der derzeitige Gouverneur des Bundesstaates Minas Gerais. Er war von 1990 bis Ende 2016 Vorsitzender des Verwaltungsrats der Zema-Gruppe.
Im Jahr 2018 kandidierte er für das Amt des Gouverneurs des Bundesstaates Minas Gerais. Er qualifizierte sich für den zweiten Wahlgang und erhielt 42,73 Prozent der gültigen Stimmen (4.138.967 Stimmen). Er wurde Erster in einem Rennen mit dem damaligen Senator und ehemaligen Gouverneur Antonio Anastasia (PSDB), der mit 2.814.704 Stimmen (29,06 Prozent der gültigen Stimmen) Zweiter wurde. Der damalige Gouverneur Fernando Pimentel (PT) landete auf dem dritten Platz. Am 28. Oktober 2018 gewann er den zweiten Wahlgang mit 6.963.806 Stimmen (72,80 % der gültigen Stimmen) und wurde damit zum Gouverneur von Minas Gerais gewählt und trat sein Amt am 1. Januar 2019 an. Bei der Wahl zum Gouverneur von Minas Gerais 2022 wurde er am 2. Oktober 2022 im ersten Wahlgang gegen Alexandre Kalil (PSD) mit 56,18 % der gültigen Stimmen (6.094.136 Stimmen) wiedergewählt.

## Leben
Romeu Zema Neto wurde am 28. Oktober 1964 in der Stadt Araxá als Sohn von Ricardo Zema und Maria Lúcia Zema geboren. Er stammt patrilinear von Süditalienern aus Reggio Calabria ab. Der Politiker ist der Urenkel des italienischen Geschäftsmanns Domingos Zema, des Gründers der Zema-Gruppe (Grupo Zema), die aus Unternehmen in fünf Branchen besteht: Haushaltsgeräte- und Möbeleinzelhandel, Kraftstoffvertrieb, Autohandel, Finanzdienstleistungen und Autoteile. Nach 26 Jahren als Vorsitzender der Zema-Gruppe, die seiner Familie gehört, trat Romeu Zema Ende 2016 als Vorsitzender des Verwaltungsrats des Unternehmens zurück.
Romeu Zema ist von Ivana Scarpellini geschieden und Vater von zwei Kindern, Catharina und Domenico. Romeu Zema hat einen Abschluss in Betriebswirtschaft der Getúlio Vargas Stiftung (SP).
Obwohl er mehr als 18 Jahre lang der Partido Liberal (PL) und ihrer Nachfolgepartei, der Partido da República (PR), angehörte, trat er mit dem Geschäftsmann Paulo Brant als Vizepräsident 2018 zum ersten Mal als Kandidat der NOVO für die Regierung von Minas Gerais an.

## Wahl 2018 und erste Amtszeit als Gouverneur

### Wahlkampf
In der ersten IBOPE-Umfrage erhielt Romeu Zema nur 3 % der Stimmen, gleichauf mit João Batista dos Mares Guia (REDE), während seine Hauptgegner – Antonio Anastasia und Fernando Pimentel – 24 % bzw. 14 % der gültigen Stimmen erhielten. In der letzten Umfrage vor der ersten Runde kam er auf 18 %, immer noch hinter Anastasia und Pimentel, die 32 % bzw. 20 % erhielten.

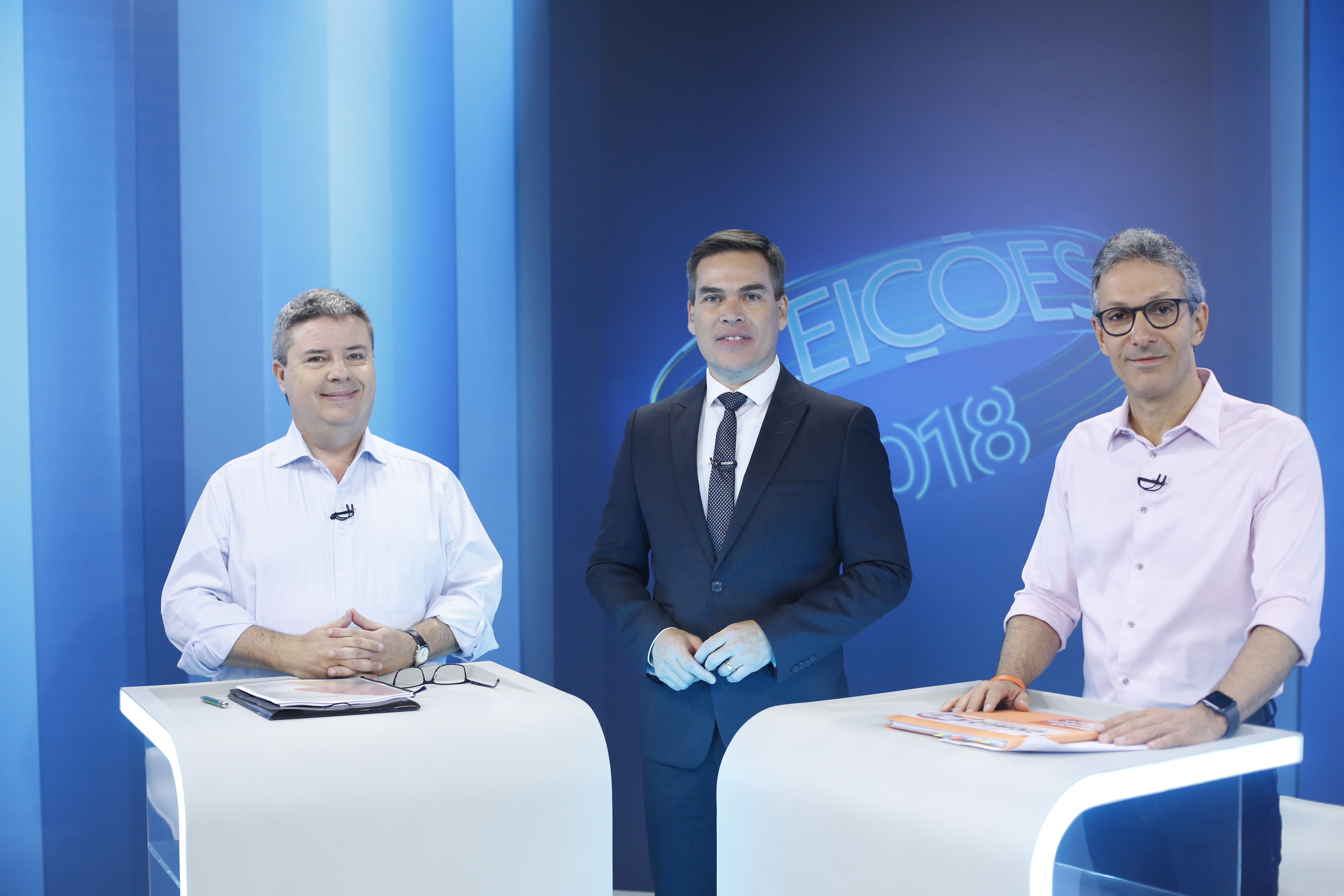
Die damaligen Kandidaten für das Amt des Gouverneurs von Minas Gerais, Antonio Anastasia (PSDB) und Romeu Zema (NOVO), in der zweiten Rede Globo-Debatte

In den Schlussworten der Globo-Debatte erklärte Romeu Zema, dass „diejenigen, die einen Wandel wollen, sicherlich für die verschiedenen Kandidaten stimmen können, nämlich für Amoêdo und Bolsonaro.“ Das nationale Verzeichnis der Novo-Partei sah in dieser Aussage eine Untreue Zemas gegenüber der Partei, da er die Regierung Bolsonaro verteidigte. Der Landesvorstand führte dies jedoch auf ein Missverständnis zurück und betonte die Unerfahrenheit der Partei in politisch relevanten Fragen wie großen Debatten. Einige Analysten führen den unerwarteten Erfolg von Romeu Zema in der ersten Runde auf diese Aussage zurück. Romeu Zema erklärte während des Wahlkampfs in der zweiten Runde offiziell seine Unterstützung für Jair Bolsonaro, was dazu führte, dass er von der Bevölkerung kritisiert, ausgebuht und als Opportunist bezeichnet wurde, als er an einer Wahlkampfveranstaltung zugunsten von Bolsonaro teilnahm.
Am 7. Oktober 2018 fand die erste Runde der Parlamentswahlen in Brasilien statt. Romeu Zema erhielt 42,73 % der gültigen Stimmen, Antonio Anastasia 29,06 % und Fernando Pimentel 23,12 %.
Im zweiten Wahlgang erhielt er die Unterstützung von João Batista dos Mares Guia (REDE). Die Partido Social Liberal, die Partei des Präsidentschaftskandidaten Jair Bolsonaro, beschloss, die Kandidatur von Romeu Zema in Minas Gerais nicht zu unterstützen. Auf die Frage, ob er die Unterstützung des Gouverneurs Fernando Pimentel annehme, erklärte Zema zunächst, dass er die Unterstützung des unterlegenen Gouverneurs nicht ablehnen werde, solange er im Gegenzug keine Sekretariate verlange.
In den sozialen Medien kritisierte Antônio Anastasia Zemas Position und sagte, er wolle „die PT auf seiner Seite haben“, obwohl der Kandidat der Arbeiterpartei nicht am zweiten Wahlgang teilnahm. In den sozialen Medien behauptete Romeu Zema, das Video von Anastasia sei eine Fälschung und er würde keinen Deal mit der PT eingehen. Später erklärten Pimentel und seine Partei ihre Neutralität im zweiten Wahlgang.
Zema wurde im zweiten Wahlgang der Wahlen von 2018 zum 39. Gouverneur des Bundesstaates Minas Gerais gewählt, angetrieben von der Suche nach Erneuerung in der Politik und der Anti-Protest-Bewegung, gemischt mit dem Aufstieg von Bolsonaro bei den Wahlen von 2018. Einige Analysten weisen darauf hin, dass die Wahl von Zema das Ergebnis einer polarisierten politischen Zermürbung zwischen der PT und der PSDB ist, die in den letzten 16 Jahren den Staat regiert haben. In diesem Sinne hätte Romeu von der Welle der Erneuerung und dem Wunsch der Bevölkerung nach Veränderung angesichts der Wirtschaftskrisen dieser Zeit profitiert.
| Kandidaten | Kandidaten                  | Parteien                                       | 1. Wahlgang | 1. Wahlgang | 2. Wahlgang | 2. Wahlgang |
| Kandidaten | Kandidaten                  | Parteien                                       | Stimmen     | %           | Stimmen     | %           |
| ---------- | --------------------------- | ---------------------------------------------- | ----------- | ----------- | ----------- | ----------- |
|            | Romeu Zema                  | Partido Novo                                   | 4.138.967   | 42,7        | 6.963.914   | 71,8        |
|            | Antonio Anastasia           | Partido da Social Democracia Brasileira        | 2.814.704   | 29,1        | 2.734.535   | 28,2        |
|            | Fernando Pimentel           | Partido dos Trabalhadores                      | 2.239.979   | 23,1        |             |             |
|            | Adalclever Lopes            | Movimento Democrático Brasileiro               | 268.683     | 2,8         |             |             |
|            | Dirlene Marques             | Partido Socialismo e Liberdade                 | 133.986     | 1,4         |             |             |
|            | João Batista dos Mares Guia | Rede Sustentabilidade                          | 56.856      | 0,6         |             |             |
|            | Claudiney Dulim             | Avante                                         | 18.330      | 0,2         |             |             |
|            | Jordano Metalúrgico         | Partido Socialista dos Trabalhadores Unificado | 15.742      | 0,2         |             |             |
| Gesamt     | Gesamt                      | Gesamt                                         | 9.687.247   | 100         | 9.698.449   | 100         |

### Diplomierung und Inauguration

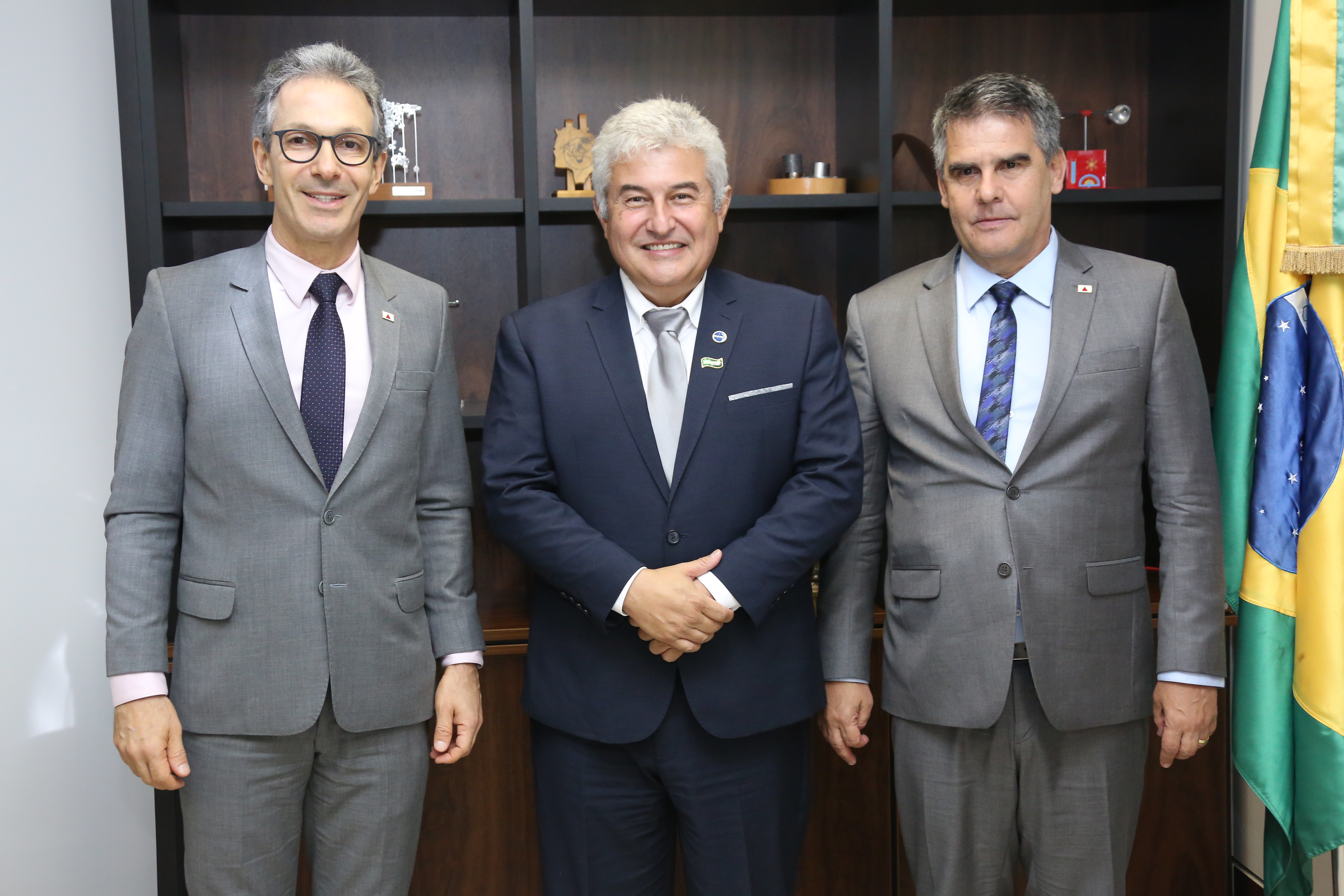
Romeu Zema, Marcos Pontes und Paulo Brant

Romeu Zema und Paulo Brant wurden zusammen mit den 77 Abgeordneten des Bundesstaates, den 53 Abgeordneten des Bundesstaates und den 2 Senatoren, die bei den brasilianischen Parlamentswahlen 2018 gewählt wurden, bei einer von der TRE-MG am 19. Dezember 2018 im Palácio das Artes in Belo Horizonte abgehaltenen Zeremonie vereidigt.
Im Gegensatz zu den früheren Ernennungen, die stets im Palácio da Liberdade stattfanden, wurden Zema und Brant am 1. Januar 2019 im Palácio da Inconfidência, dem Sitz der Legislativversammlung von Minas Gerais (Assembleia Legislativa de Minas Gerais), vereidigt. Die Zeremonie wurde vom ALMG-Präsidenten Adalclever Lopes (MDB) geleitet und von den Dragonern der Inconfidência und der Ehrengruppe der Militärpolizei von Minas Gerais begleitet. Nach dem Eid auf die Verfassung der Republik und die Verfassung des Staates erhielt Romeu Zema den Großen Vertrauenskragen, das Symbol für das Amt des Gouverneurs des Staates Minas Gerais, und wurde vereidigt. Kurz nach seinem Amtsantritt nahm er an einer Zeremonie in der Verwaltungsstadt (Cidade Administrativa de Minas Gerais – CAMG) teil, bei der die Mitglieder seines Sekretariats ernannt wurden. Der Zeitplan wurde so festgelegt, dass Gouverneur Romeu Zema um 15:00 Uhr an der Amtseinführung von Präsident Jair Bolsonaro in Brasilia teilnehmen konnte.
Am 30. Dezember 2018 sagte der gewählte Gouverneur Romeu Zema seine Teilnahme an der Amtseinführung von Jair Bolsonaro in Brasilia ab. Der Grund dafür war der Mangel an kommerziellen Flügen zwischen Belo Horizonte und Brasília. Der Gouverneur hätte eines der Regierungsflugzeuge des Bundesstaates nutzen können, entschied sich aber angesichts seiner Sparrede und der finanziellen Situation des Bundesstaates Minas Gerais dafür, zusätzliche Ausgaben zu vermeiden. Die Regierung von Minas Gerais verfügt über eine Flotte von Regierungsflugzeugen, eine King Air 200, eine King Air 300, einen Learjet 35, eine Cessna Citation VII und zwei Eurocopter Dauphin n3-Hubschrauber, außerdem besitzt Cemig eine weitere King Air 200 und eine King Air c90 GTI.

### Geschichte der Regierung

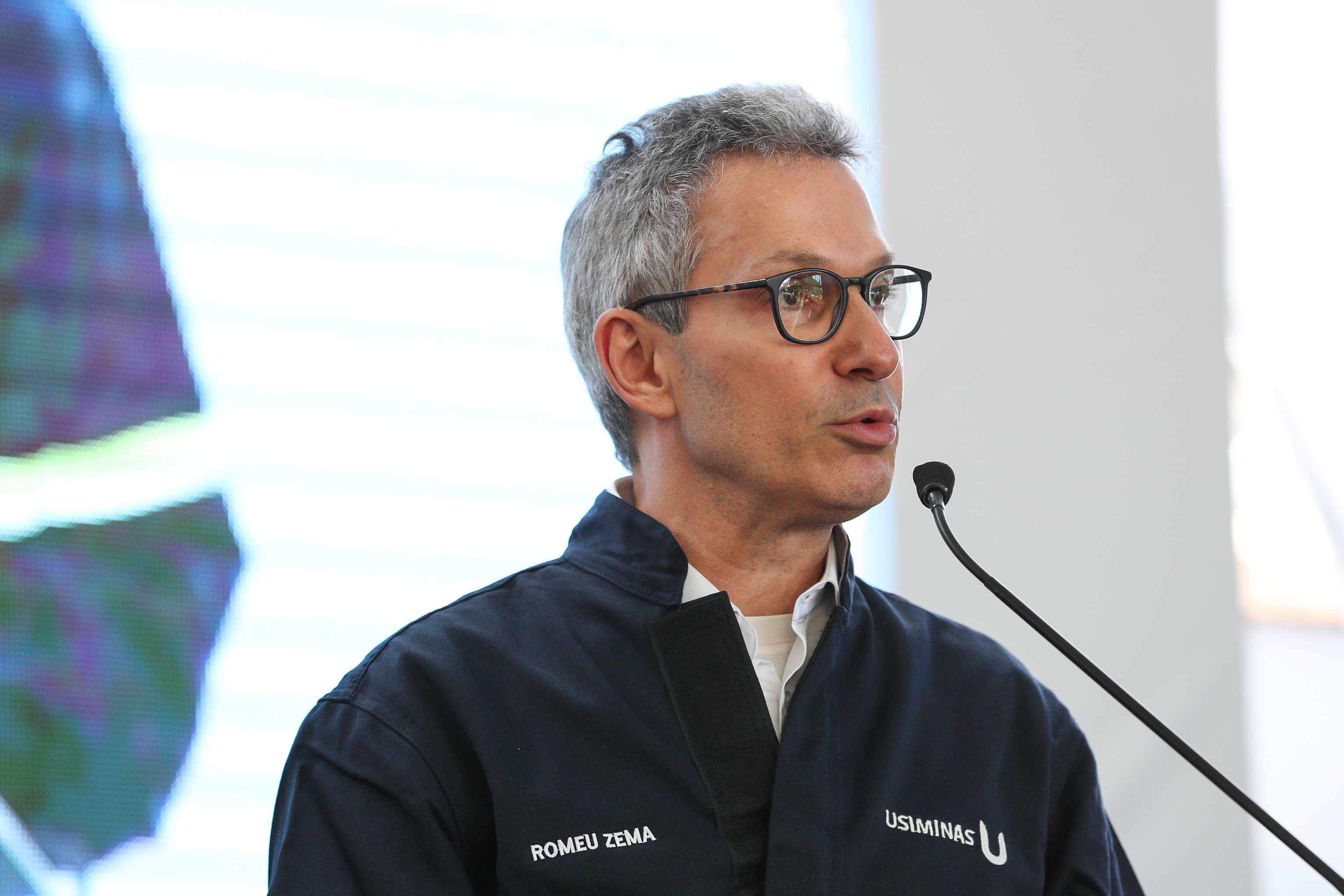
Romeu Zema spricht während eines Besuchs im Usiminas-Werk in Ipatinga, August 2020

Nach seinem Amtsantritt bemühte sich Zema um die Genehmigung der neuen Organisation des Sekretariats von Minas Gerais, durch die die Zahl der Sekretariate von 21 auf 12 reduziert und 3.600 beauftragte Stellen gestrichen werden sollten, wobei er behauptete, dass er während seiner vierjährigen Amtszeit 1 Milliarde Reais einsparen würde. Nach vier Monaten im Mai wurde die Reform von der gesetzgebenden Versammlung von Minas Gerais gebilligt, aber Zema legte sein Veto gegen das Verbot der „Jetons“ ein, das die Gehälter der Staatssekretäre erhöht und das er während des Wahlkampfes kritisiert hatte. Zu seiner Verteidigung seines Sinneswandels sagte der Gouverneur, dass er, nachdem er die tatsächliche Realität des Staates gesehen habe, dessen Nützlichkeit bestätigt habe.
Auf Druck der Militärpolizei des Bundesstaates Minas Gerais übermittelte Zema im Jahr 2020 einen Gesetzesentwurf, der den Beschäftigten der öffentlichen Sicherheit eine Erhöhung von 41 % über drei Jahre gewährte, aber die PT-Parlamentsfraktion setzte erfolgreich durch, dass die Erhöhung auf alle Beschäftigten ausgedehnt wurde, was das öffentliche Defizit des Staates erheblich erhöhen würde. Nach der Verabschiedung durch das Plenum legte Zema sein Veto gegen den Text ein und behielt die 13-prozentige Erhöhung nur für die Beschäftigten der öffentlichen Sicherheit bei. Zemas Vorgehen wurde heftig kritisiert: Die Medien sprachen von der „größten politischen Krise der Regierung“, die nationale Novo-Partei empfahl ein vollständiges Veto gegen den Gesetzesentwurf, Regierungssekretär Olavo Bilac Pinto Neto trat zurück, weil er die Formulierung der Regierung für undurchführbar hielt, und der stellvertretende Vorsitzende Paulo Brant kündigte seinen Austritt aus der Novo-Partei an, weil er der Meinung war, dass die Partei „sich entschieden hat, am Rande der Koalitionen zu bleiben“.

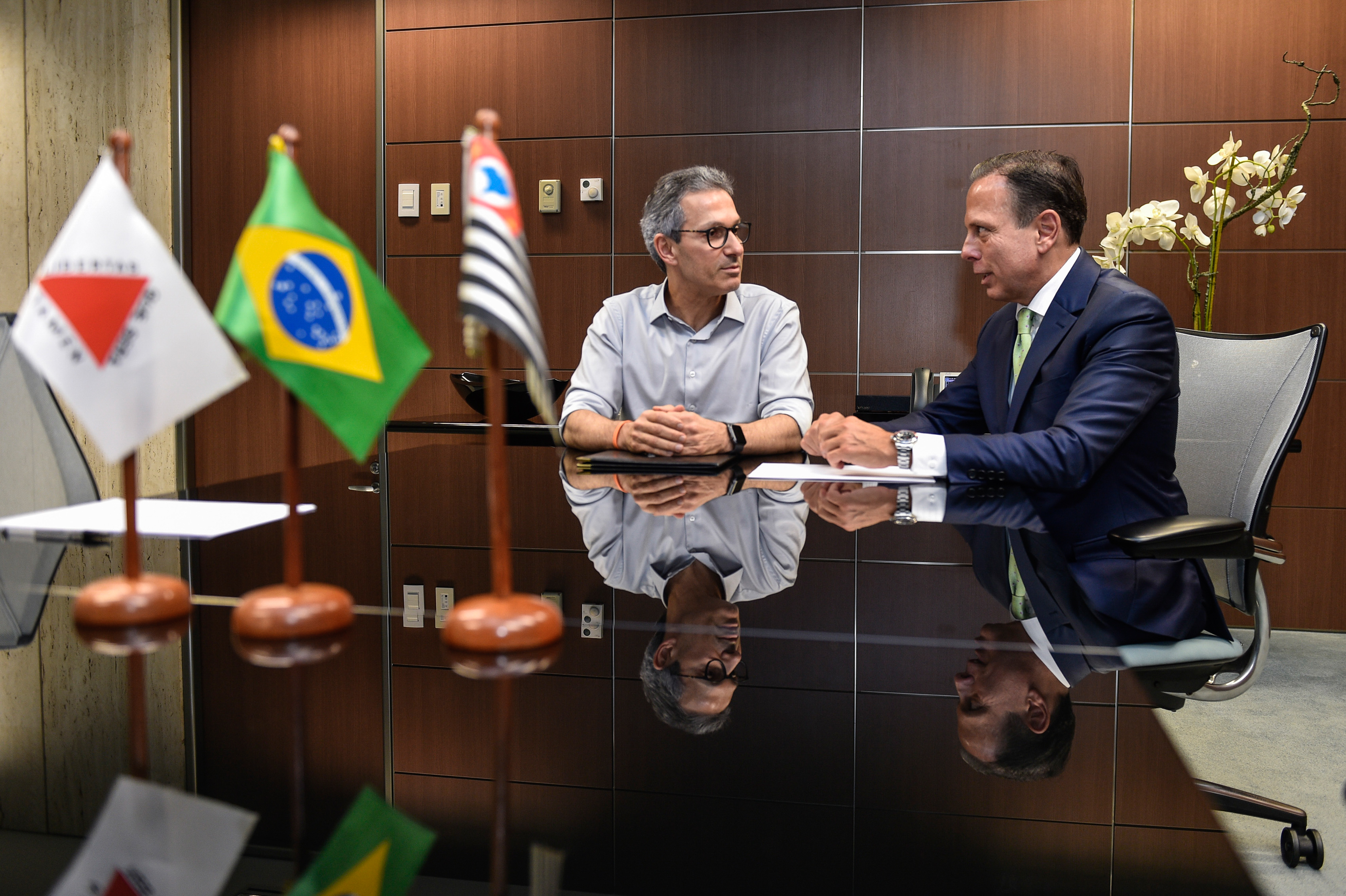
Der Gouverneur des Bundesstaates São Paulo, João Doria, besucht den Gouverneur von Minas Gerais, Romeu Zema, in seinem Büro in der Cidade Administrativa in Belo Horizonte

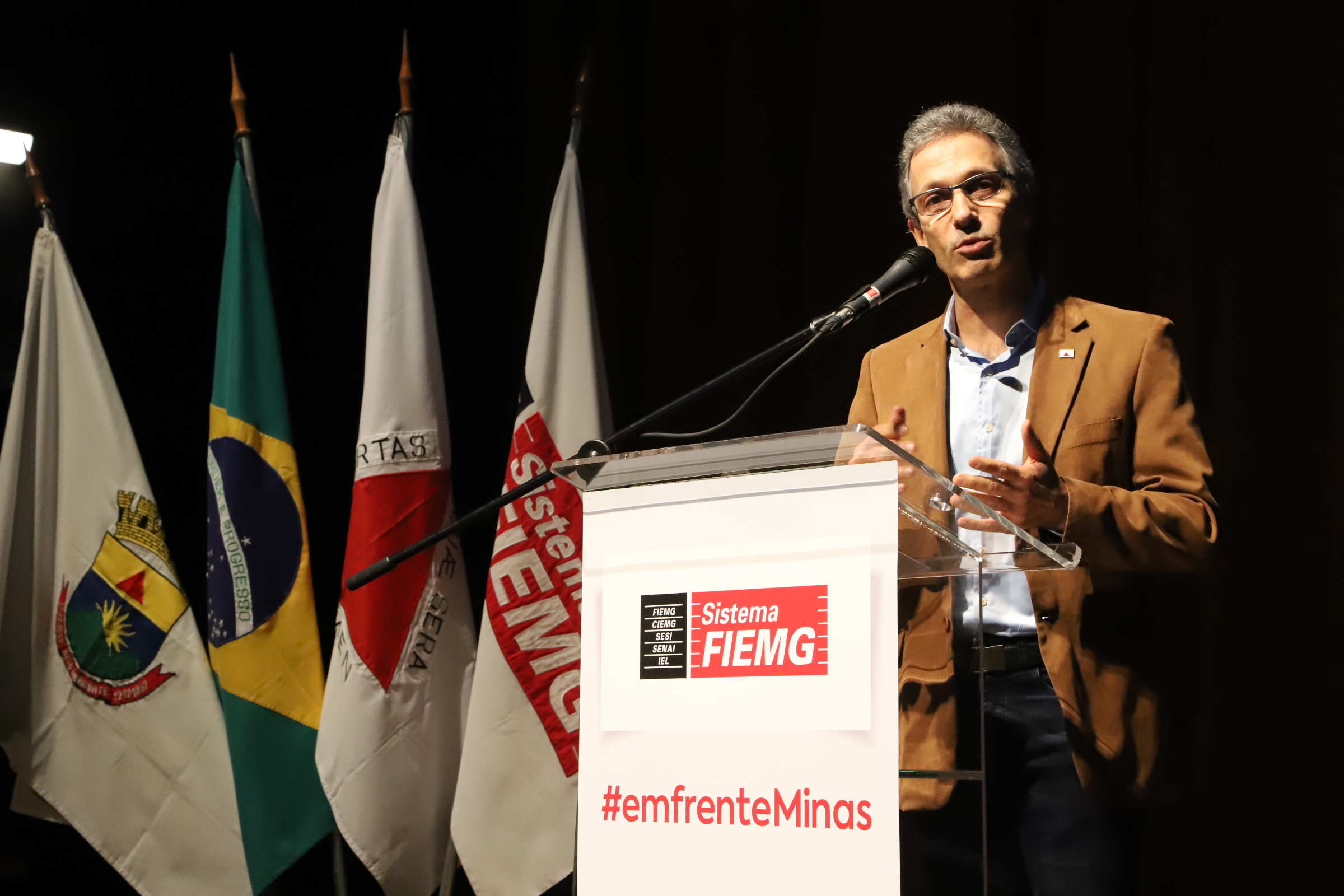
Gouverneur Romeu Zema während einer Geschäftssitzung des Industrieverbandes des Bundesstaates Minas Gerais, Mai 2019

Im Jahr 2020 hatte die Regierung Zema auch nach den Krisen, die durch die Neuanpassung der Beschäftigten der öffentlichen Sicherheit und die COVID-19-Pandemie ausgelöst worden waren, noch die schwierige Aufgabe, die Reform der staatlichen Renten zu verabschieden, mit dem Ziel, die langfristigen öffentlichen Finanzen von Minas Gerais zu verbessern, einem Bundesstaat mit einer der schlechtesten Finanzbedingungen des Landes. Zu diesem Zweck nahm Zema einige Änderungen an seinen politischen Verbündeten vor, indem er den bisherigen Generalsekretär Igor Eto in das Regierungssekretariat versetzte und Mateus Simões in das Generalsekretariat des Staates holte, der zuvor Stadtrat in Belo Horizonte war. Sowohl Mateus Simões als auch Igor Eto gehören der Neuen Partei an. Gouverneur Zema setzte auch einen neuen Regierungschef ein, den Abgeordneten Raul Belém (PSC). Obwohl der ursprüngliche Vorschlag der Regierung von der Gesetzgebenden Versammlung geändert wurde, gelang es der Regierung Zema, die Rentenreform mit einem Mindestalter von 65 Jahren für Männer und 62 Jahren für Frauen zu verabschieden.

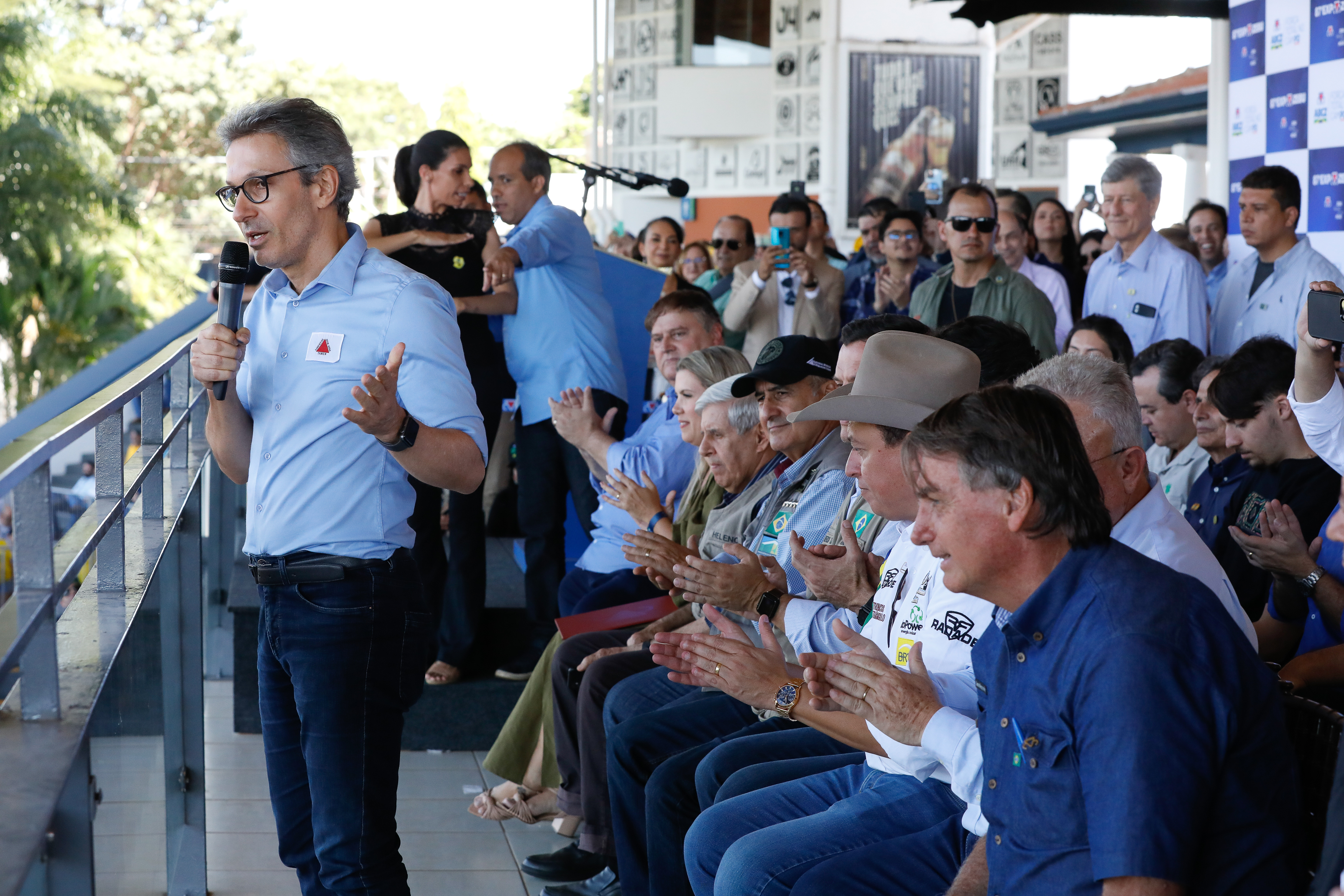
Rede von Gouverneur Romeu Zema bei der offiziellen Eröffnungszeremonie der 87. ExpoZebu in Uberaba MG

Im Jahr 2021 erzielte die Regierung des Bundesstaates Minas Gerais eine Einigung mit Vale S.A. über die Entschädigung für die durch den Zusammenbruch des Brumadinho-Staudamms verursachten Schäden. Das Unternehmen wird dem Staat 37,68 Milliarden Reais zahlen, Geld, das für Infrastrukturarbeiten in der betroffenen Region verwendet werden soll. Die Bewegung der von Staudämmen betroffenen Menschen protestierte gegen die Vereinbarung, die die Gruppe als ungerecht empfand, während andere Akteure die Schnelligkeit des Prozesses begrüßten.

### Reaktion auf die COVID-19-Pandemie
Im Jahr 2020, während der COVID-19-Pandemie, wurde in der Presse kritisiert, dass in Minas Gerais zu wenig Fälle der Krankheit gemeldet wurden. Der Gouverneur erklärte sogar, dass die COVID-19-Tests nur dazu dienten, die Neugier der Forscher zu befriedigen. Trotz der Untererfassung war dies ein Trend in ganz Brasilien, da die Fälle des Schweren Akuten Respiratorischen Syndroms (SARS) zunahmen. Im September 2020 war der Bundesstaat Minas Gerais der Teilnehmer mit der niedrigsten Rate an Todesfällen pro Einwohner.

## Wiedergewählter Gouverneur
Als Novos Kandidat für das Amt des Gouverneurs bei den Wahlen 2022 erhielt er mehr als die Hälfte der gültigen Stimmen und wurde im ersten Wahlgang zum Gouverneur von Minas Gerais wiedergewählt. Ohne einen der Präsidentschaftskandidaten im ersten Wahlgang zu unterstützen, besiegte er den ehemaligen Bürgermeister von Belo Horizonte Alexandre Kalil, der von Präsident Luiz Inácio Lula da Silva unterstützt wurde.
Am 14. Mai 2024 beschloss die Mehrheit des Obersten Wahlgerichts, gegen den Gouverneur Romeu Zema eine Geldstrafe zu verhängen, weil er außerhalb des für 2022 vorgesehenen Wahlzeitraums institutionelle Propaganda verbreitet hatte.

## Positionen
In einem Interview mit G1 sagte er, dass er als Kandidat das Tragen einer Waffe befürworte und den Bürgern die Möglichkeit gebe, das zu tun, was sie für richtig halten, wobei er betonte, dass der individuelle Wille jedes Einzelnen respektiert werden müsse. „Ich bin für individuelle Freiheiten und dafür, dass jeder Einzelne die Entscheidung trifft, die er für richtig hält. Ich sage nicht, dass jeder eine Waffe tragen muss“.
In demselben Interview sprach er auf die Frage nach der Zusammensetzung der Regierung über die Absicht, Gruppen von Freiwilligen ohne Gehälter zu bilden. „Diejenigen, die sich freiwillig gemeldet haben, wir wollen, um es klar zu sagen, eine Regierung bilden, in der wir viel mehr Menschen haben, die etwas verändern wollen, als Menschen, die einen Job wollen. Ich bin nicht auf der Suche nach einem Job.“ Für Zema beträgt die Mindestzeit, um die Gehälter der Beamten auf den neuesten Stand zu bringen, zwei Jahre.
Im Jahr 2019 erwog Zema die Privatisierung von CODEMIG, COPASA und CEMIG, um am Konjunkturprogramm der Union teilnehmen zu können. Im selben Jahr sprach sich der Politiker zusammen mit anderen Bundesstaaten des Südens und Südostens dafür aus, dass sich die Bundesstaaten und Gemeinden nicht aus dem von der Regierung Jair Bolsonaro vorgeschlagenen und initiierten Projekt zur Reform der Sozialversicherung zurückziehen.
Im Jahr 2024 kündigte er die Schaffung einer politischen Front zur Verteidigung des „Protagonismus“ der Regionen Süd und Südost an. Diese Initiative führte zur Bildung des neuen Cossud (Süd-Südost-Konsortium), das aufgrund seiner separatistischen Konnotationen eine Debatte auslöste, da Gruppen, die für eine Trennung der südlichen und südöstlichen Regionen Brasiliens eintraten, begannen, die Idee offen zu unterstützen, und Zemas Reden, separatistische Reden, die Brasilien durch eine „Mauer“ von den nördlichen und nordöstlichen Regionen trennen, aufgriffen.

## Wahlergebnisse
| Jahr | Wahl                           | Partei | Kandidatur als | Stimmen   | %                     | Ergebnis | Beleg  |
| ---- | ------------------------------ | ------ | -------------- | --------- | --------------------- | -------- | ------ |
| 2018 | Landtagswahlen in Minas Gerais | NOVO   | Gouverneur     | 4.138.967 | 42,73 % (1. Wahlgang) | Gewählt  | [ 65 ] |
| 2018 | Landtagswahlen in Minas Gerais | NOVO   | Gouverneur     | 6.963.806 | 71,80 % (2. Wahlgang) | Gewählt  | [ 65 ] |
| 2022 | Landtagswahlen in Minas Gerais | NOVO   | Gouverneur     | 6.094.136 | 56,18 %               | Gewählt  | [ 66 ] |